# Championnats d'Europe de slalom (canoë-kayak) 2013
Navigation
2012 2014
Les championnats d'Europe de slalom de canoë-kayak se déroulent à Cracovie (Pologne) du 6 au 9 juin 2013.

## Résultats

### Hommes

#### Canoë
| Event                       | Or                                                       | Résultat | Argent                                             | Résultat | Bronze                                          | Résultat |
| Canoë monoplace par équipes | Slovaquie Alexander Slafkovský Matej Beňuš Jerguš Baďura | 98,99 s  | Allemagne Franz Anton Jan Benzien Sideris Tasiadis | 100,53 s | Slovénie Benjamin Savšek Anže Berčič Luka Božič | 103,58 s |
| Canoë biplace par équipes   | France                                                   | 111,50 s | Pologne                                            | 112,82 s | Allemagne                                       | 118,32 s |
| Canoë monoplace             | Allemagne Jan Benzien                                    | 89,80 s  | Allemagne Sideris Tasiadis                         | 91,22 s  | Slovaquie Matej Benus                           | 91,57 s  |
| Canoë biplace               | France Pierre Labarelle Nicolas Peschier                 | 95,33 s  | Pologne Marcin Pochwała Piotr Szczepański          | 96,25 s  | Tchéquie Ondřej Karlovský Jakub Jáně            | 97,06 s  |

#### Kayak
| Event             | Or                                                   | Résultat | Argent                                                    | Résultat | Bronze                                                   | Résultat |
| Kayak par équipes | Tchéquie Vavřinec Hradilek Jiří Prskavec Vít Přindiš | 92,30 s  | Allemagne Hannes Aigner Fabian Dörfler Sebastian Schubert | 93,01 s  | Pologne Dariusz Popiela Grzegorz Polaczyk Rafał Polaczyk | 94,24 s  |
| Kayak monoplace   | République tchèque Jiří Prskavec                     | 81,17 s  | Suisse Michael Kurt                                       | 81,80 s  | Allemagne Sebastian Schubert                             | 83,62 s  |

### Dames

#### Canoë
| Event             | Or                                       | Résultat                                 | Argent                                   | Résultat                                 | Bronze                                   | Résultat                                 |
| Canoë monoplace   | France Caroline Loir                     | 114,39 s                                 | Autriche Julia Schmid                    | 114,91 s                                 | Espagne Nuria Vilarrubla                 | 123,21 s                                 |
| Canoë par équipes | Épreuve annulée à la suite d'intempéries | Épreuve annulée à la suite d'intempéries | Épreuve annulée à la suite d'intempéries | Épreuve annulée à la suite d'intempéries | Épreuve annulée à la suite d'intempéries | Épreuve annulée à la suite d'intempéries |

#### Kayak
| Event             | Or                                                  | Résultat | Argent                                            | Résultat | Bronze                                                      | Résultat |
| Kayak par équipes | France Émilie Fer Marie-Zélia Lafont Carole Bouzidi | 108,71 s | Royaume-Uni Fiona Pennie Beth Latham Lizzie Neave | 116,85 s | Tchéquie Štěpánka Hilgertová Kateřina Kudějová Eva Ornstová | 121,98 s |
| Kayak monoplace   | Fiona Pennie Royaume-Uni                            | 91,54 s  | Stefanie Horn Italie                              | 95,04 s  | Viktoria Wolffhardt Autriche                                | 103,48 s |

## Tableau des médailles
| Rang | Nation      | Or | Argent | Bronze | Total |
| ---- | ----------- | -- | ------ | ------ | ----- |
| 1    | France      | 4  | 0      | 0      | 4     |
| 2    | Tchéquie    | 2  | 0      | 2      | 4     |
| 3    | Allemagne   | 1  | 3      | 2      | 6     |
| 4    | Royaume-Uni | 1  | 1      | 0      | 2     |
| 5    | Slovaquie   | 1  | 0      | 1      | 2     |
| 6    | Pologne     | 0  | 2      | 1      | 3     |
| 7    | Autriche    | 0  | 1      | 1      | 2     |
| 8    | Suisse      | 0  | 1      | 0      | 1     |
| 8    | Italie      | 0  | 1      | 0      | 1     |
| 10   | Espagne     | 0  | 0      | 1      | 1     |
| 10   | Slovénie    | 0  | 0      | 1      | 1     |
|      | Total       | 9  | 9      | 9      | 27    |